# 郑哲 (晋朝)
郑哲（？—？），荥阳开封人，郑浑的儿子，郑崇的兄弟，在晋朝担任江州长史。郑哲的儿子郑袭官至大司农。
义熙十二年（416年），刘裕北伐中原，郑哲的曾孙郑鲜之当时担任刘裕右长史，请求前去开封拜省郑哲的墓地，刘裕派骑兵护送郑鲜之前往。